# Keshavara, Chik Ballapur
Keshavara là một làng thuộc tehsil Chik Ballapur, huyện Kolar, bang Karnataka, Ấn Độ.